# Margaret Lindsay
Margaret Lindsay, właśc. Margaret Kies (ur. 19 września 1910 w Dubuque, zm. 9 maja 1981 w Los Angeles) – amerykańska aktorka filmowa.

## Filmografia
- 1933: Kawalkada jako Edith Harris
- 1933: Baby Face jako Ann Carter
- 1935: Kusicielka jako Gail Armitage
- 1938: Jezebel jako Amy Bradford Dillard
- 1942: Zdobywcy jako Helen Chester
- 1945: Szkarłatna ulica jako Millie Ray
- 1960: Nie jedzcie stokrotek jako Mona James